# 中华人民共和国广州海事法院
中华人民共和国广州海事法院，位于广东省广州市海珠区南洲路863号，是中华人民共和国的一所海事法院。

## 沿革
1984年5月24日，最高人民法院(84)法司字第80号、交通部(84)交办字第985号联合发文《关于设立海事法院的通知》，决定以上海、天津、青岛、大连、广州、长江（驻武汉市）六个水上运输法院筹备组为基础，分别由上海港务管理局、天津港务管理局、青岛港务管理局、大连港口局、广州海运管理局、长江航务管理局负责组建上海、天津、青岛、大连、广州、武汉海事法院，各海事法院自1984年6月1日起宣告成立，并从1984年10月1日开始受理案件。海事法院由交通部主管，专门审理海事海商和行政诉讼案件。1984年11月14日，第六届全国人民代表大会常务委员会第八次会议通过《关于在沿海港口城市设立海事法院的决定》，同日中国国家主席李先念签署中华人民共和国主席令第二十号公布施行。
1999年7月1日，根据中央机构编制委员会办公室、最高人民法院、交通部、财政部《关于理顺大连等6个海事法院管理体制若干问题的意见》，广州海事法院由交通部移交中共广东省委、广东省人民政府、广东省高级人民法院管理，行政级别由副厅局级提升为正局级（正局副厅级），受广州市人民代表大会常务委员会监督并向其报告工作。

## 管辖

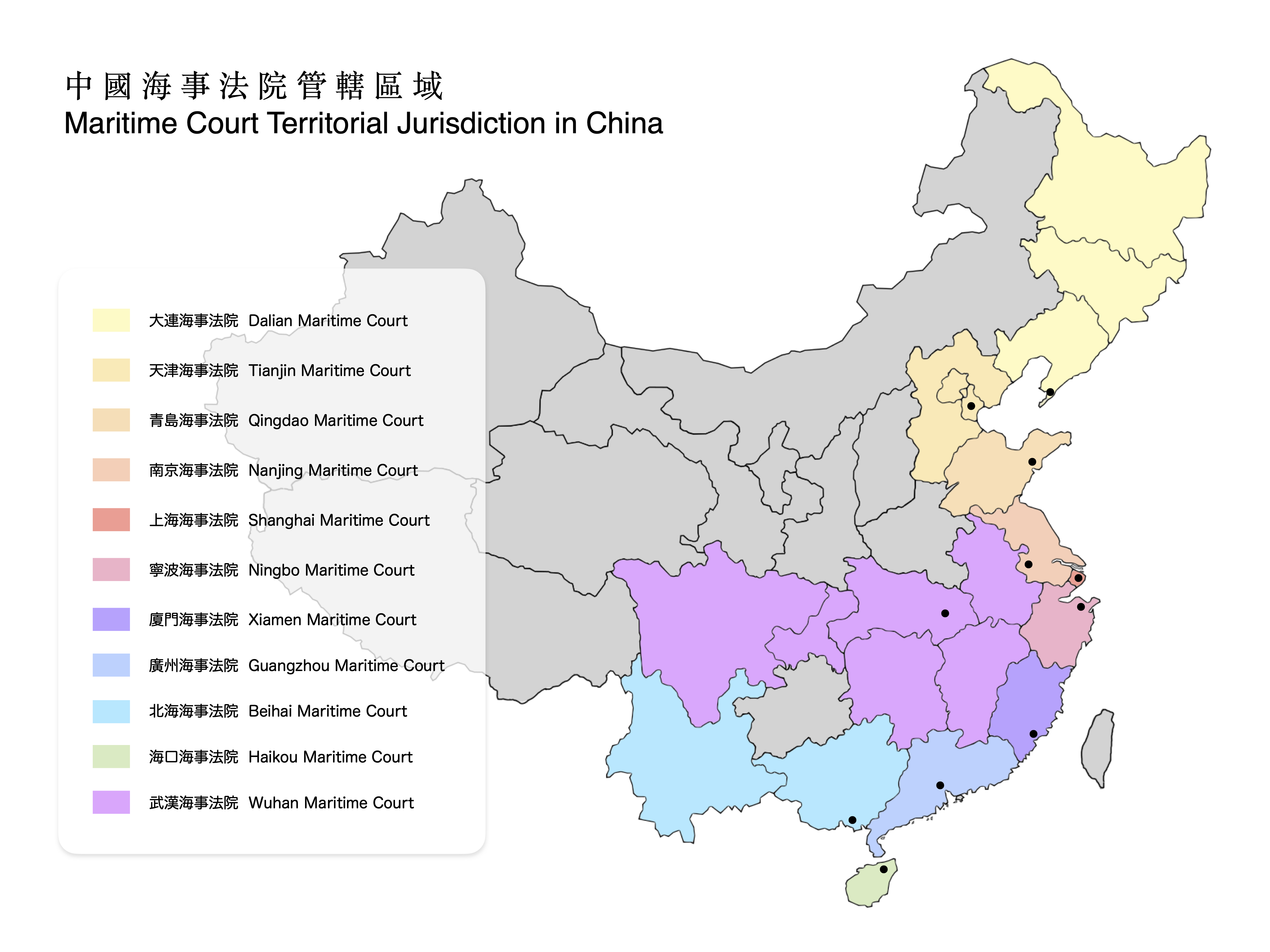
广州海事法院管辖区域主要为广东省水域

广州海事法院的辖区是广东省海域及通海的内河可航水域，包括其岸带及各港口。辖区海岸线长3368公里，海域面积37万多平方公里，内河设标里程总计大约4000公里。广州海事法院对海事案件的管辖以中华人民共和国法律及中华人民共和国缔结或参加的有关国际条约关于海事诉讼案件管辖权确定原则的规定为依据，收案范围依照现行《最高人民法院关于海事法院受理案件范围的若干规定》确定。对该法院的判决或裁定不服的上诉案件，由广东省高级人民法院管辖。

## 机构设置

### 审判机构
- 海事审判庭
- 海商审判庭
- 海事行政庭
- 立案庭
- 审判监督庭
- 执行局
- 湛江法庭
- 深圳法庭
- 汕头法庭
- 珠海派出法庭[7]

### 其他机构
- 审判管理办公室（临时机构）
- 研究室
- 政治部
- 监察室（与纪检组合署办公）
- 办公室
- 宣传工作办公室（临时机构）
- 法警支队
- 综合保障中心[7]

## 历任院长
- 金正佳（1997年12月－2006年12月14日）[8]
- 罗国华（2006年12月14日－2009年10月15日）[9][10]
- 刘年夫（2009年10月15日－2012年2月27日）[9]
- 钟健平（2012年2月27日－2016年12月）[11]
- 叶柳东（2016年12月－）

## 知名案例
瓦莱达”巨轮拍卖创司法网拍纪录
因被告瓦莱达一号有限公司没有在广州海事法院限定的期间内提供担保，依原告申请，广州海事法院依法裁定对被告所属的“瓦莱达”轮进行公开拍卖，经过19次出价，3次延时，最终以8100万元人民币变卖，创广州海事法院建院以来司法处置船舶最高价。